# Bombardier CRJ
Bombardier Canadair Regional Jet — сімейство регіональних пасажирських реактивних вузькофюзеляжних літаків. Перший політ літак здійснив 10 травня 1991 року. CRJ 100 став першим літаком сучасного рівня серед регіональних реактивних літаків на 50 місць. За швидкістю літак можна порівнювати і з більш великими машинами, у той час як його економічність цілком відповідає класу. Серед інших відмінних особливостей моделі — шайби (закінцівки) Віткомбу. Сімейство складається з декількох модифікацій, що відрізняються довжиною фюзеляжу і дальністю польоту.

## Модифікації

### CRJ 100

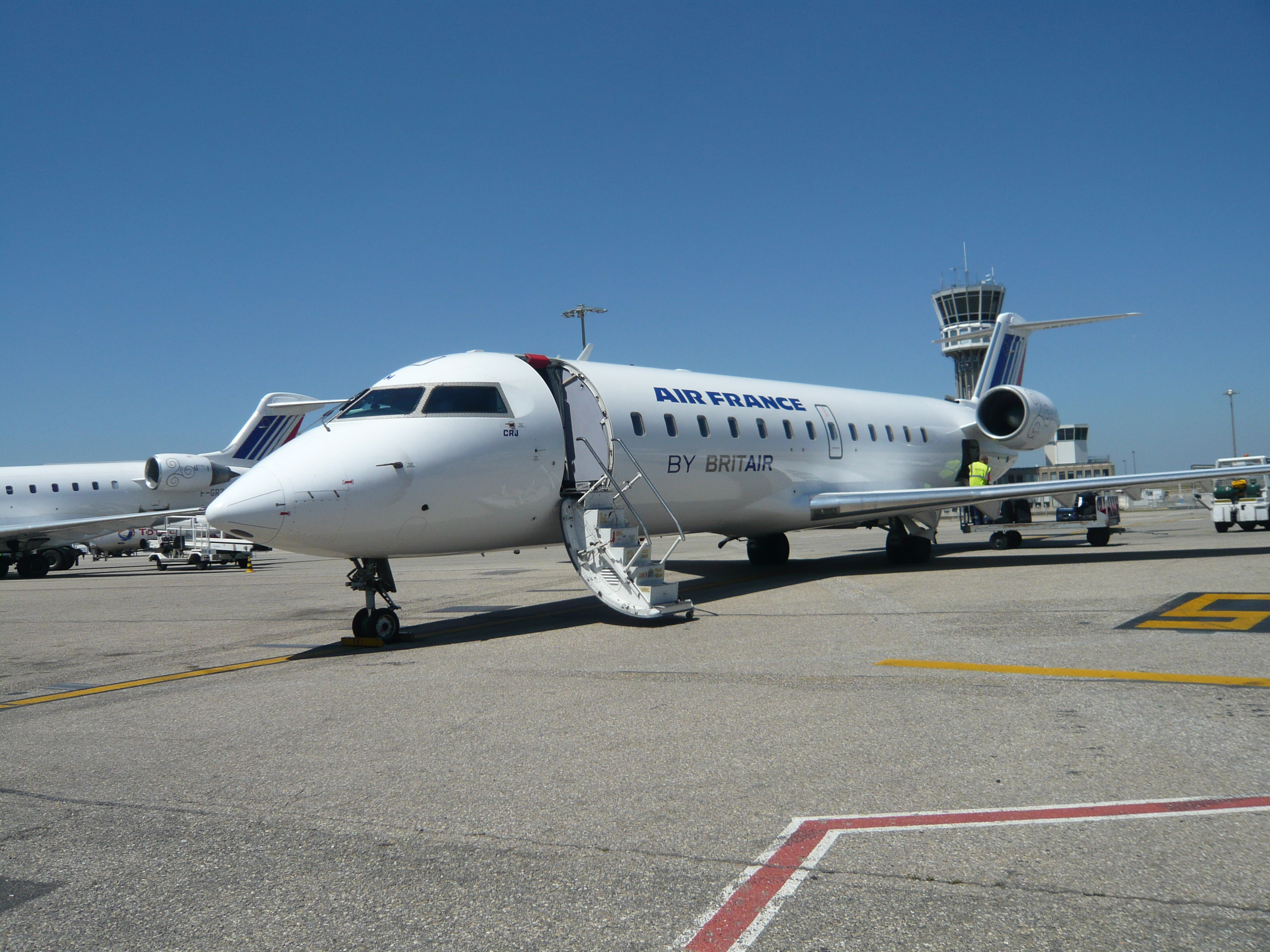
CRJ100 авіакомпанії Air France

CRJ 100 став першим літаком сучасного рівня серед машин на 50 місць. Є коротшим у сімействі літаків CRJ, оснащується двигунами General Electric CF-34A1.

### CRJ 200

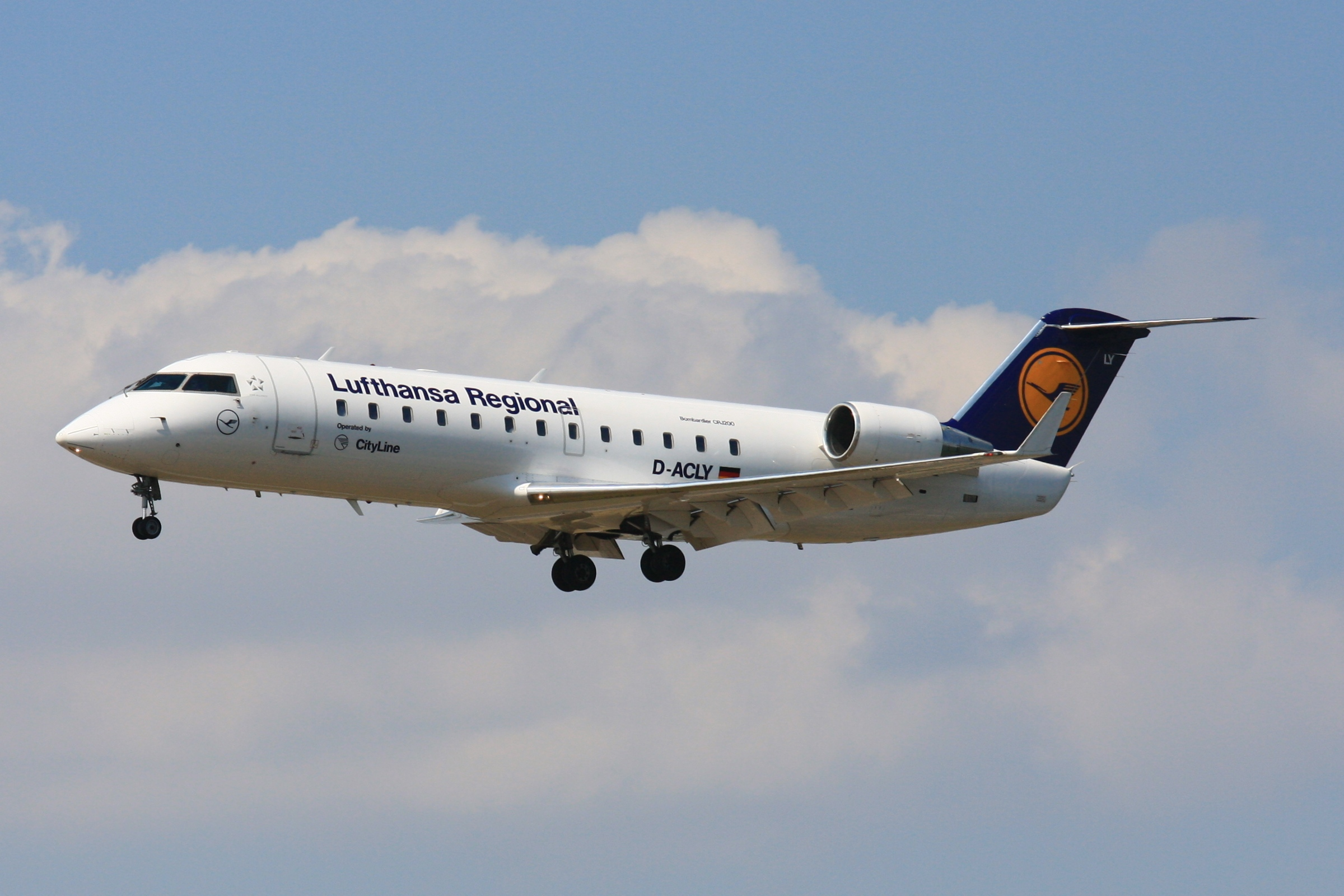
CRJ200LR авіакомпанії Lufthansa CityLine

Успішна модель CRJ 100 в 1995 році була модифікована в CRJ 200 — на літак були встановлені нові, більш економічні, але менш потужні двигуни General Electric CF-34B1.

### CRJ 700

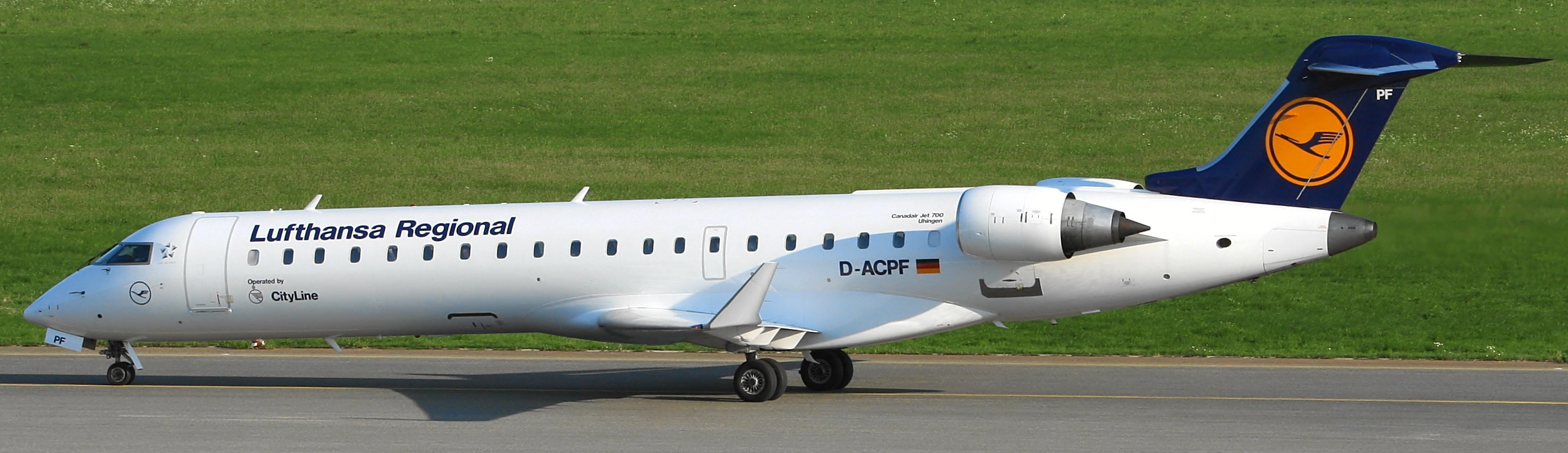
CRJ701ER авіакомпанії Lufthansa CityLine

Перший політ Bombardier CRJ 700 виконав 27 травня 1999 року. За оцінками Bombardier Aerospace в 1999 році, до 2020 року ринку буде потрібно більше 1500 одиниць регіональних реактивних літаків на 70 місць. Ще до початку перших поставок компанія вже мала 96 підтверджених замовлень і опціон на 140 літаків.

### CRJ 900

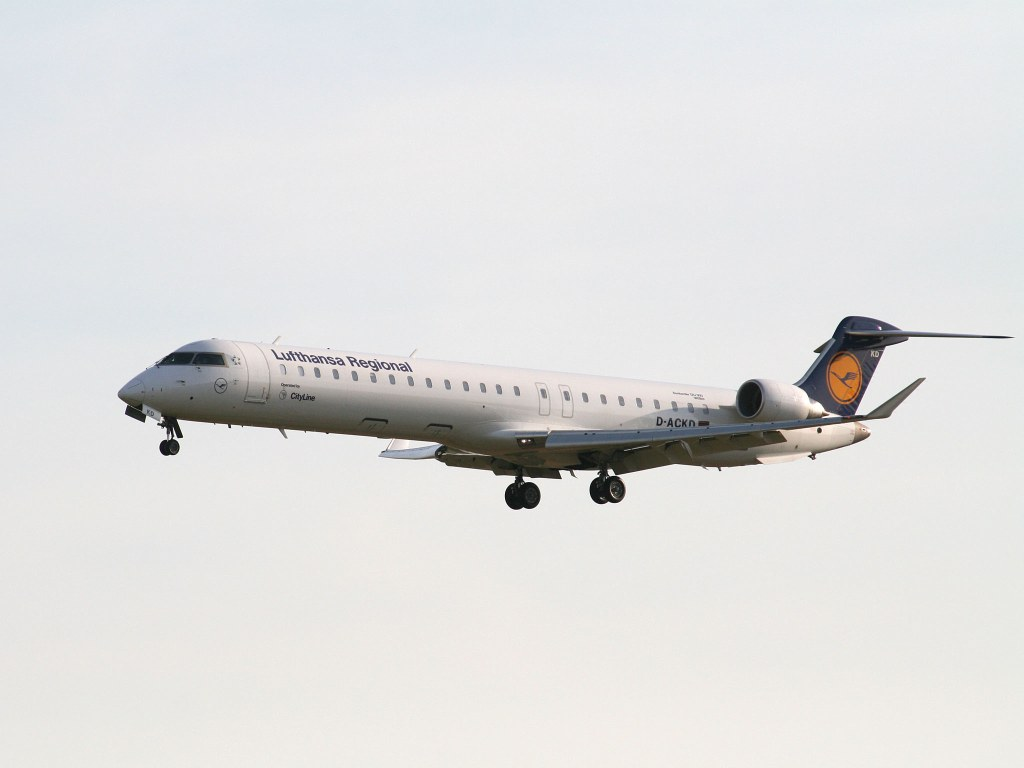
CRJ900 авіакомпанії Lufthansa CityLine

Модель розрахована на перевезення 88 пасажирів. Перший політ Bombardier CRJ 900 здійснив 21 лютого 2001 року. Окрім стандартної, існує ще декілька версій літака — подовжена і для далеких перельотів.

### CRJ 1000

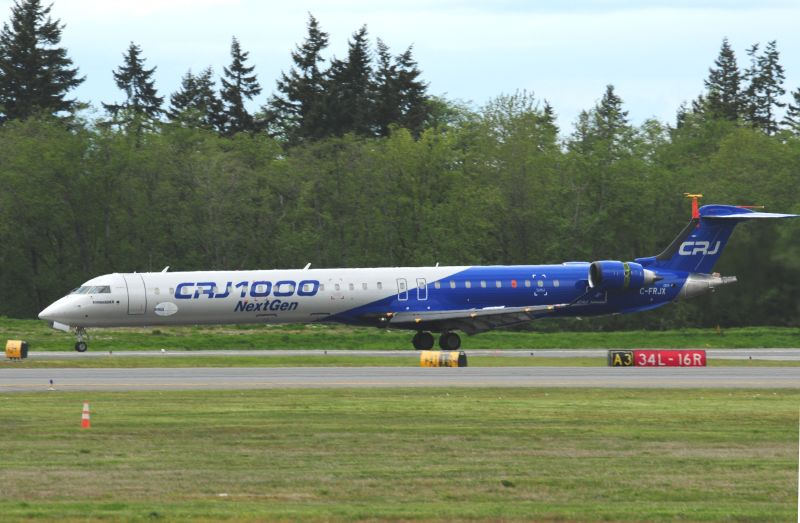
CRJ1000

Програма зі створення Bombardier CRJ 1000 була розпочата Bombardier Aerospace 19 лютого 2007 року. Перший політ було здійснено у вересні 2008 року. CRJ 1000 на 100 місць став останньою моделлю сімейства Canadian Regional Jet.

## Аварії та інциденти
- 30 січня 2025 року пасажирський літак Bombardier CRJ 700 авіакомпанії American Airlines, який виконував регіональний рейс з Вічіто (штат Канзас), під час заходу на посадку в Національному аеропорту імені Рональда Рейгана у Вашингтоні (США) зіткнувся з армійським вертольотом Black Hawk і впав у річку Потомак. На борту пасажирського літака було 64 особи, всі – загинули[1][2].
- 17 лютого 2025 року літак CRJ900LR компанії Delta Connection, рейс 4819, зареєстрований як N932XJ, розбився під час посадки у міжнародному аеропорту Торонто Пірсон, врешті перевернувшись. Літак втратив праве крило і оперення. Під час аварійної посадки виникла пожежа, але фюзеляж не був охоплений вогнем. Серед 80 пасажирів і екіпажу загиблих немає, але літак отримав пошкодження, які неможливо відновити.

## Технічні характеристики
| Варіант                            | CRJ100           | CRJ200           | CRJ700         | CRJ900         | CRJ1000           |
| ---------------------------------- | ---------------- | ---------------- | -------------- | -------------- | ----------------- |
| Кількість двигунів                 | два              | два              | два            | два            | два               |
| Місткість, пасажирів               | 50               | 50               | 78             | 90             | 104               |
| Довжина, м                         | 26.77            | 26.77            | 32.3           | 36.2           | 39.1              |
| Висота, м                          | 6.3              | 6.3              | 7.6            | 7.5            | 7.5               |
| Розмах крил, м                     | 21.21            | 21.21            | 23.2           | 24.9           | 26.2              |
| Площа крил, м2                     | 48.35            | 48.35            | 70.6           | 71.1           | 77.4              |
| Діаметр фюзеляжу, м                | 2.69             | 2.69             | 2.69           | 2.69           | 2.69              |
| Максимальна злітна маса, кг        | 23 133 – 24 041  | 23 133 – 24 041  | 34 019         | 38 330         | 41 640            |
| Експлуатаційна маса порожнього, кг | 13 835           | 13 835           | 20 069         | 21 845         | 23 188            |
| Макс. корисне навантаження         | 6 124            | 6 124            | 8 190          | 10 247         | 11 966            |
| Макс. кількість палива             | 8 081 л 6 489 кг | 8 081 л 6 489 кг | 11 070 л 8 888 | 11 070 л 8 888 | 10 990 л 8 822 кг |
| Двигуни (2x)                       | GE CF34-3A1      | GE CF34-3B1      | GE CF34-8C5B1  | GE CF34-8C5    | GE CF34-8C5A1     |
| Злітна тяга (2x), кН               | 38,84            | 38,84            | 61,3           | 64,5           | 64,5              |
| Крейсерська швидкість, км/год      | 786 — 860        | 786 — 860        | 829 — 876,4    | 829 — 876,4    | 829 — 876,4       |
| Максимальна дальність польоту, км  | 2 417 – 3 148    | 2 417 – 3 148    | 2 593          | 2 871          | 3 056             |
| Стеля, м                           | 12 496           | 12 496           | 12 496         | 12 496         | 12 496            |
| Довжина розбігу, м                 | 1 770 – 1 920    | 1 770 – 1 920    | 1 605          | 1 770          | 2 030             |
| Довжина пробігу, м                 | 1 480            | 1 480            | 1 540          | 1 630          | 1 750             |
| Код ICAO                           | CRJ1             | CRJ2             | CRJ7           | CRJ9           | CRJX              |